# Shapinsay
Shapinsay (29,5 km²; 300 ab. ca.) è un'isola sul Mare del Nord della Scozia nord-orientale, appartenente all'arcipelago delle Isole Orcadi.
L'unico centro abitato dell'isola è rappresentato dal villaggio di Balfour.

## Etimologia
Il nome dell'isola deriva dall'antico nordico Hjálpandisey, che significa forse "isola utile/vantaggiosa" o "isola del giudice".

## Geografia

### Collocazione
Shapinsay si trova tra le isole di Mainland e Stronsay, rispettivamente ad est della prima e a sud-ovest della seconda. Da Stronsay è separata dallo Stronsay Firth.

### Dimensioni
L'isola misura 10 km in lunghezza.

### Territorio
Il punto più alto dell'isola è rappresentato dal Ward Hill, che si erge fino a 210 piedi.

## Storia
Le prime attestazioni storiche dell'isola risalgono al 1263, quando la flotta del re norvegese Håkon IV raggiunse la zona corrispondente all'attuale villaggio di Balfour.

## Edifici e luoghi d'interesse

### Castello di Balfour
Nel villaggio di Balfour si trova il castello di Balfour (Balfour Castle), costruito dall'architetto David Bryce per volere di David Balfour, IV signore di Balfour e Trenaby e ora trasformato in hotel
|  |  |

### Mor Stein
Sull’isola si trova una pietra eretta risalente al neolitico, nota come Mor Stein.

## Trasporti
L'isola è raggiungibile tramite un traghetto che raggiunge Balfour da Kirkwall (Mainland) con una traversata che dura circa 10 minuti.